# 墨西哥法西斯黨
墨西哥法西斯黨（西班牙語：Partido Fascista Mexicano），是1922年在墨西哥成立的法西斯主義政黨，創黨人是古斯塔沃·薩恩斯·德·西西里。
它的主要支持者是反對墨西哥革命、反對社會主義和土地改革的城鄉中產階級、天主教徒保守派支持者組成(即是該國的西班牙裔人)。他們將法西斯主義視為替代品。
但該黨遭到義大利法西斯主義者的失望，義大利大使在1923年表示：“這個黨只不過是對我們黨的不良模仿，沒有它的起源和目的。事實上它假定了一場政治運動，傾向於在全國範圍內聚集被革命分散的保守派和天主教勢力，並以這種方式形成一個明顯反對政府的實際政黨。